# Клебер Чала
Клебер Мануель Чала Еррон (ісп. Cléber Manuel Chalá Herrón, нар. 29 червня 1971, Імбабура, Еквадор) — еквадорський футболіст, що грав на позиції півзахисника.
Виступав за національну збірну Еквадору.

## Клубна кар'єра
У дорослому футболі дебютував 1990 року виступами за команду клубу «Депортіво Ель Насьйональ», в якій провів одинадцять сезонів, взявши участь у 359 матчах чемпіонату. Більшість часу, проведеного у складі «Депортіво Ель Насьйональ», був основним гравцем команди.
Згодом з 2001 по 2004 рік грав у складі команд клубів «Саутгемптон», «Депортіво Ель Насьйональ», «Депортіво Кіто» та «Універсідад Сан-Мартін».
Завершив ігрову кар'єру у клубі «Депортіво Ель Насьйональ», у складі якого вже виступав раніше. Прийшов до команди 2005 року, захищав її кольори до припинення виступів 2008 року.

## Виступи за збірну
1992 року дебютував в офіційних матчах у складі національної збірної Еквадору. Протягом кар'єри у національній команді, яка тривала 13 років, провів у формі головної команди країни 86 матчів, забивши шість голів.
У складі збірної був учасником розіграшу Кубка Америки 1993 року в Еквадорі, розіграшу Кубка Америки 1997 року в Болівії, розіграшу Кубка Америки 2001 року в Колумбії, розіграшу Золотого кубка КОНКАКАФ 2002 року у США, чемпіонату світу 2002 року в Японії та Південній Кореї, розіграшу Кубка Америки 2004 року в Перу.